# Piriri to yukō!
„Piriri to yukō!” (jap. ピリリと行こう!) – trzeci singel zespołu Berryz Kōbō, wydany 26 maja 2004 roku przez wytwórnię Piccolo Town. Został wydany także jako „Single V” (DVD) 9 czerwca 2004 roku.
Singel osiągnął 37 pozycję w rankingu Oricon i pozostał na liście przez 4 tygodnie, sprzedano 10 476 egzemplarzy.

## Lista utworów
| Nr | Tytuł                                                   | Słowa  | Kompozycja | Aranżacja        | Czas |
| -- | ------------------------------------------------------- | ------ | ---------- | ---------------- | ---- |
| 1. | "Piriri to yukō!" (jap. ピリリと行こう!)                | Tsunku | Tsunku     | Shōichirō Hirata |      |
| 2. | "Kaccho ē" (jap. かっちょええ!)                         | Tsunku | Tsunku     | Nao Tanaka       |      |
| 3. | "Piriri to yukō!" (jap. ピリリと行こう!) (Instrumental) |        | Tsunku     | Shōichirō Hirata |      |

Single V
| Nr | Tytuł                                                    | Czas |
| -- | -------------------------------------------------------- | ---- |
| 1. | "Piriri to yukō!" (jap. ピリリと行こう!)                 |      |
| 2. | "Piriri to yukō!" (jap. ピリリと行こう!) (Close Up Ver.) |      |
| 3. | "Making eizō" (jap. メイキング映像)                      |      |